# Genética médica

Modelo de una molécula de ADN

La genética médica es la rama de la medicina que se encarga del estudio, diagnóstico, manejo, tratamiento y prevención de los padecimientos de origen genético, así como de los aspectos éticos, legales y sociales de la genética. Se calcula que aproximadamente del 3 al 7 por ciento de la población presenta algún trastorno genético.
El campo principal de acción de la genética médica son los individuos afectados por enfermedades genéticas y sus familias. Las acciones abarcan no sólo desde la etapa preconcepcional hasta el fallecimiento del individuo, sino también el seguimiento intergeneracional.
De alguna forma, muchos de los campos de la genética médica son híbridos entre la atención clínica y la investigación, lo cual se debe en parte a los recientes avances en la ciencia y la tecnología para el estudio de estos padecimientos.
Es una rama muy diversa que incluye múltiples especialidades, como la genética clínica, la genética bioquímica, la genética molecular, la citogenética, la dismorfología, la genética de enfermedades comunes y el asesoramiento genético. Un artículo reciente en Nature provee un valioso recuento de la historia reciente de los avances en la genética de enfermedades humanas 

## Historia
La genética médica tiene sus raíces en el siglo XIX con el trabajo de Gregor Mendel. Fue extensamente estudiada en relación con un número importante de trastornos, tales como el albinismo, la braquidactilia y la hemofilia. Durante su período de desarrollo se elaboraron varios enfoques matemáticos y se relacionaron con la genética humana. A partir de estos descubrimientos surge la genética de poblaciones.
Su desarrollo se considera tardío pues emerge como tal solo después de la Segunda Guerra Mundial (1945), cuando los movimientos génicos perdieron crédito. Sin tomar en cuenta la eugenesia se pueden considerar y aplicar diferentes enfoques que permitan mejorar la calidad de vida y la salud de los seres humanos. La genética médica alcanzó un alto nivel de importancia en la segunda mitad del siglo XX y continúa con mayor impulso en el siglo XXI.
El Hospital de la Santa Creu i Sant Pau de Barcelona fue el primer centro médico de España que incorporó la genética molecular en su organización y cartera de servicios. Fue en 1979 cuando el Dr. Miquel Lluís Rutllant Bañeres, director del Servicio de Hematología del hospital, impulsó la creación de la Sección de Genética Molecular liderada por la Dra. Montserrat Baiget Bastús.
Los primeros campos de trabajo de este grupo pionero fueron el de la talasemia y las hemofilias y se realizaron, en 1986, los primeros diagnósticos prenatales de estas enfermedades hematológicas. Fueron pioneros, también, en la introducción en la clínica de los estudios genotípicos (mediante análisis del ADN) de un amplio abanico de enfermedades hereditarias ajenas al ámbito hematológico. En 1997, junto con el Servicio de Oncología del mismo Hospital de la Santa Creu i Sant Pau, efectuaron los primeros estudios diagnósticos de las mujeres con cáncer de mama/ovario hereditario.